# Lebina
Lebina (en serbe cyrillique : Лебина) est un village de Serbie situé dans la municipalité de Paraćin, district de Pomoravlje. Au recensement de 2011, il comptait 579 habitants.

## Démographie

### Évolution historique de la population
| 1948  | 1953  | 1961  | 1971  | 1981 | 1991 | 2002 | 2011 |
| ----- | ----- | ----- | ----- | ---- | ---- | ---- | ---- |
| 1 108 | 1 216 | 1 203 | 1 039 | 922  | 832  | 715  | 579  |

|  |